# Panamerikamesterskabet i håndbold 2014 (mænd)
Panamerikamesterskabet i håndbold for mænd 2014 var det 16. panamerikamesterskab for mænd gennen tiden, og slutrunden med deltagelse af otte hold blev afviklet i arenaen Estadio Sergio Matto i Montevideo, Uruguay i perioden 23. – 29. juni 2014.
Mesterskabet blev vundet af Argentina, som dermed vandt titlen for tredje gang i træk og sjette gang i alt. I finalen besejrede argentinerne Brasilien med 30−19, og det var syvende gang i træk at finalen var et opgør mellem de to sydamerikanske nabolande. Bronzemedaljerne blev vundet af Chile, som i bronzekampen vandt med 25−24 over værtslandet Uruguay, og som dermed sikrede sig tredjepladsen for tredje mesterskab i træk.
Ud over titlen som panamerikamester spillede holdende endvidere om tre ledige pladser ved VM i håndbold 2015 i Qatar. De tre ledige pladser gik til de tre medaljevindende hold: Argentina, Brasilien og Chile.

## Slutrunde

### Hold
Slutrunden skulle have haft deltagelse af 10 hold:
- De fem bedst hold fra håndboldturneringen ved de Sydamerikanske Lege 2014:
  -  Brasilien
  -  Argentina
  -  Chile
  -  Uruguay
  -  Venezuela
- De fire bedste hold fra NorCa-turneringen 2014:
  -  Grønland
  -  Cuba
  -  USA
  -  Mexico
- Vinderen af Copa El Salvador 2013:
  -  Guatemala

I april 2014 meldte Cuba af økonomiske årsager afbud til slutrunden, og det lykkedes ikke for PATHF at finde en erstatning, så lodtrækningen til den indledende runde foretaget i Montevideo den 24. maj 2014 havde kun deltagelse af ni hold. Lodtrækningen resulterede i følgende gruppesammensætning.
| Gruppe A  |
| --------- |
| Brasilien |
| Uruguay   |
| USA       |
| Venezuela |
| Guatemala |

| Gruppe B  |
| --------- |
| Argentina |
| Chile     |
| Grønland  |
| Mexico    |

Dagen før turneringens start meldte Venezuela imidlertid også afbud, hvilket betød at turneringen måtte gennemføres med kun otte hold.

### Indledende runde
I hver gruppe spillede holdene en enkeltturnering alle-mod-alle, og de to bedste hold i hver gruppe gik videre til semifinalerne.

#### Gruppe A
| Dato  | Tid   | Kamp                  | Res.  | Pause |
| ----- | ----- | --------------------- | ----- | ----- |
| 24.6. | 18:00 | USA – Brasilien       | 17–28 | 18–15 |
| 24.6. | 20:00 | Uruguay – Guatemala   | 36–19 | 17–91 |
| 25.6. | 16:00 | Brasilien – Guatemala | 54–12 | 28–40 |
| 25.6. | 20:00 | Uruguay – USA         | 27–23 | 15–51 |
| 26.6. | 14:00 | USA – Guatemala       | 34–28 | 13–12 |
| 26.6. | 20:00 | Uruguay – Brasilien   | 15–32 | 17–15 |

| Hold      | Kampe | Mål | Point |
| --------- | ----- | --- | ----- |
| Brasilien | 3     | +70 | 6     |
| Uruguay   | 3     | +4  | 4     |
| USA       | 3     | −9  | 2     |
| Guatemala | 3     | −65 | 0     |

#### Gruppe B
| Dato  | Tid   | Kamp                 | Res.  | Pause |
| ----- | ----- | -------------------- | ----- | ----- |
| 23.6. | 16:30 | Chile – Mexico       | 34–18 | 15–91 |
| 23.6. | 18:30 | Argentina – Grønland | 33–20 | 14–12 |
| 25.6. | 14:00 | Argentina – Mexico   | 33–16 | 18–81 |
| 25.6. | 18:00 | Grønland – Chile     | 24–29 | 12–13 |
| 26.6. | 16:00 | Grønland – Mexico    | 33–24 | 17–12 |
| 27.6. | 18:00 | Argentina – Chile    | 34–19 | 16–12 |

| Hold      | Kampe | Mål | Point |
| --------- | ----- | --- | ----- |
| Argentina | 3     | +45 | 6     |
| Chile     | 3     | +6  | 4     |
| Grønland  | 3     | −9  | 2     |
| Mexico    | 3     | −42 | 0     |

### Semifinaler og finaler
Semifinalerne havde deltagelse af de fire hold, der sluttede på første- eller andenpladserne i grupperne i den indledende runde.
| Dato        | Tid   | Kamp                  | Res.    | Pause |
| ----------- | ----- | --------------------- | ------- | ----- |
| Semifinaler |       |                       |         |       |
| 28.6.       | 14:00 | Argentina – Uruguay   | 130–160 | 18–61 |
| 28.6.       | 20:00 | Brasilien – Chile     | 36–28   | 16–13 |
| Bronzekamp  |       |                       |         |       |
| 29.6.       | 18:00 | Uruguay – Chile       | 24–25   | 13–13 |
| Finale      |       |                       |         |       |
| 29.6.       | 19:00 | Argentina – Brasilien | 130–190 | 15–12 |

### Placeringskampe
Holdene, der sluttede på tredje- eller fjerdepladserne i grupperne i den indledende runde, spillede placeringskampe om 5.- til 8.-pladsen.
| Dato               | Tid   | Kamp                 | Res.    | Pause   |
| ------------------ | ----- | -------------------- | ------- | ------- |
| Semifinaler        |       |                      |         |         |
| 28.6.              | 16:00 | Grønland – Guatemala | 44–22   | 125–120 |
| 28.6.              | 20:00 | USA – Mexico         | 041–281 | 120–120 |
| Kamp om 7.-pladsen |       |                      |         |         |
| 29.6.              | 14:00 | Mexico – Guatemala   | 137–160 | 15–91   |
| Kamp om 5.-pladsen |       |                      |         |         |
| 29.6.              | 16:00 | Grønland – USA       | 43–32   | 125–140 |

### Samlet rangering
| Plac.  | Hold      |
| ------ | --------- |
| Guld   | Argentina |
| Sølv   | Brasilien |
| Bronze | Chile     |
| 4.     | Uruguay   |
| 5.     | Grønland  |
| 6.     | USA       |
| 7.     | Mexico    |
| 8.     | Guatemala |

## Kvalifikation

### Mellemamerika
Holdene fra Mellemamerika spillede om én ledig plads ved slutrunden, og Copa El Salvador 2013 fungerede som kvalifikationsturnering. Turneringen blev spillet i perioden 10. - 14. december 2013 i San Salvador, El Salvador, og de fem hold spillede en enkeltturnering alle-mod-alle. Vinderen af turneringen, Guatemala, kvalificerede sig til slutrunden om panamerikamesterskabet.
| Dato   | Tid   | Kamp                     | Res.  | Pause   |
| ------ | ----- | ------------------------ | ----- | ------- |
| 10.12. | 11:00 | Costa Rica – Guatemala   | 24–39 | 10–21   |
| 10.12. | 17:00 | El Salvador – Honduras   | 31–20 | 18–51   |
| 11.12. | 11:00 | Nicaragua – Honduras     | 43–24 | 16–14   |
| 11.12. | 18:30 | El Salvador – Guatemala  | 24–44 | 013–221 |
| 12.12. | 11:00 | Guatemala – Honduras     | 41–16 | 25–60   |
| 12.12. | 17:00 | Costa Rica – Nicaragua   | 26–24 | 14–10   |
| 13.12. | 11:00 | Nicaragua – Guatemala    | 22–41 | 12–19   |
| 13.12. | 17:00 | El Salvador – Costa Rica | 29–37 | 13–19   |
| 14.12. | 11:00 | Costa Rica – Honduras    | 26–20 | 011–611 |
| 14.12. | 17:00 | El Salvador – Nicaragua  | 29–37 | 13–19   |

| Hold        | Kampe | Mål     | Point |
| ----------- | ----- | ------- | ----- |
| Guatemala   | 4     | 165–861 | 8     |
| Costa Rica  | 4     | 113–112 | 6     |
| Nicaragua   | 4     | 126–120 | 4     |
| El Salvador | 4     | 113–138 | 2     |
| Honduras    | 4     | 180–141 | 0     |

### Nordamerika og Caribien
Holdene fra Nordamerika og Caribien spillede om fire ledige pladser ved slutrunden, og NorCa-turneringen 2014 fungerede som kvalifikationsturnering. Turneringen blev spillet i perioden 25. februar - 1. marts 2014 i arenaen Centro Deportivo Olímpico Mexicano i Mexico City, Mexico, og de fem hold spillede en enkeltturnering alle-mod-alle.
De fire bedst placerede hold, Grønland, Cuba, USA og Mexico, kvalificerede sig til slutrunden om panamerikamesterskabet.
| Dato  | Tid   | Kamp                   | Res.  | Pause |
| ----- | ----- | ---------------------- | ----- | ----- |
| 25.2. | 16:00 | Grønland – Cuba        | 31–27 | 16–91 |
| 25.2. | 18:00 | Mexico – Puerto Rico   | 33–21 | 16–81 |
| 26.2. | 16:00 | Cuba – USA             | 21–15 | 13–51 |
| 26.2. | 18:00 | Puerto Rico – Grønland | 29–39 | 16–18 |
| 27.2. | 16:00 | USA – Puerto Rico      | 29–26 | 13–14 |
| 27.2. | 18:00 | Mexico – Grønland      | 26–31 | 11–18 |
| 28.2. | 16:00 | Grønland – USA         | 30–27 | 16–13 |
| 28.2. | 18:00 | Mexico – Cuba          | 21–31 | 10–13 |
| 1.3.  | 16:00 | Cuba – Puerto Rico     | 30–26 | 14–13 |
| 1.3.  | 18:00 | Mexico – USA           | 20–29 | 18–14 |

| Hold          | Kampe        | Mål          | Point        |
| ------------- | ------------ | ------------ | ------------ |
| Grønland      | 4            | 131–109      | 8            |
| Cuba          | 4            | 111–93-      | 6            |
| USA           | 4            | 100–971      | 4            |
| Mexico        | 4            | 1100–1120    | 2            |
| Puerto Rico   | 4            | 1102–1310    | 0            |
| Dominik. Rep. | Meldte afbud | Meldte afbud | Meldte afbud |

### Sydamerika
I Sydamerika blev der spillet om fem ledige pladser ved slutrunden, og håndboldturneringen ved de Sydamerikanske Lege 2014 fungerede som kvalifikationsturnering. Turneringen blev spillet i perioden 8. - 16. marts 2014 i Chile med deltagelse af syv hold.
De fem bedst placerede hold kvalificerede sig til slutrunden: Brasilien, Argentina, Chile, Uruguay og Venezuela

#### Indledende runde

##### Gruppe A
| Dato  | Tid   | Kamp                 | Res.  | Pause |
| ----- | ----- | -------------------- | ----- | ----- |
| 8.3.  | 19:00 | Argentina – Chile    | 26–24 | 15–10 |
| 10.3. | 19:00 | Chile – Colombia     | 31–23 | 13–11 |
| 12.3. | 17:00 | Colombia – Argentina | 15–39 | 07–20 |

| Hold      | Kampe | Mål     | Point |
| --------- | ----- | ------- | ----- |
| Argentina | 2     | 163–410 | 4     |
| Chile     | 2     | 55–49   | 2     |
| Colombia  | 2     | 38–70   | 0     |

##### Gruppe B
| Dato  | Tid   | Kamp                  | Res.  | Pause |
| ----- | ----- | --------------------- | ----- | ----- |
| 8.3.  | 15:00 | Brasilien – Venezuela | 36–19 | 18–81 |
| 8.3.  | 17:00 | Uruguay – Paraguay    | 29–20 | 15–71 |
| 10.3. | 15:00 | Venezuela – Paraguay  | 30–17 | 13–12 |
| 10.3. | 17:00 | Uruguay – Brasilien   | 19–37 | 19–21 |
| 12.3. | 15:00 | Brasilien – Paraguay  | 41–14 | 25–70 |
| 12.3. | 19:00 | Venezuela – Uruguay   | 18–20 | 19–14 |

| Hold      | Kampe | Mål       | Point |
| --------- | ----- | --------- | ----- |
| Brasilien | 3     | 0114–5211 | 6     |
| Uruguay   | 3     | 68–75     | 4     |
| Venezuela | 3     | 67–73     | 2     |
| Paraguay  | 3     | 051–100   | 0     |

#### Semifinaler og finaler
Semifinalerne havde deltagelse af de fire hold, der sluttede på første- eller andenpladserne i grupperne i den indledende runde.
| Dato        | Tid   | Kamp                  | Res.     | Pause |
| ----------- | ----- | --------------------- | -------- | ----- |
| Semifinaler |       |                       |          |       |
| 14.3.       | 17:00 | Argentina – Uruguay   | 23–14    | 10–31 |
| 14.3.       | 19:00 | Brasilien – Chile     | 33–22    | 14–10 |
| Bronzekamp  |       |                       |          |       |
| 16.3.       | 17:00 | Uruguay – Chile       | 21–27    | 10–12 |
| Finale      |       |                       |          |       |
| 16.3.       | 19:00 | Argentina – Brasilien | [0]23–25 | 14–13 |

#### Placeringskampe
Holdene, der sluttede på tredje- eller fjerdepladserne i grupperne i den indledende runde, spillede placeringskampe om 5.- til 7.-pladsen. Paraguay og Venezuela fik overført resultatet af de to holds indbyrdes opgør i den indlendende runde, så de to hold ikke skulle mødes igen. Femtepladsen (og dermed den sidste slutrundeplads) blev vundet af Venezuela.
| Dato                | Tid   | Kamp                 | Res.  | Pause |
| ------------------- | ----- | -------------------- | ----- | ----- |
| Kampe om 5.-pladsen |       |                      |       |       |
| 14.3.               | 15:00 | Colombia – Paraguay  | 24–34 | 19–15 |
| 16.3.               | 15:00 | Colombia – Venezuela | 19–26 | 16–14 |

| Hold      | Kampe | Mål   | Point |
| --------- | ----- | ----- | ----- |
| Venezuela | 2     | 56–36 | 4     |
| Paraguay  | 2     | 51–54 | 2     |
| Colombia  | 2     | 43–60 | 0     |